# Litauisches Kaltblut
Das Litauische Kaltblut, auch Litauisches schweres Zugpferd genannt, ist eine Kaltblutpferderasse aus Litauen, die auf Grundlage der einheimischen Landrasse des Žemaitukas gezüchtet wurde. Das Litauische Kaltblut wird in fast allen Teilen von Litauen gezüchtet.
Hintergrundinformationen zur Pferdebewertung und -zucht finden sich unter: Exterieur, Interieur und Pferdezucht.

## Exterieur
Das Litauische Kaltblut hat einen eher groben Kopf, der auf einem kurzen und muskulösen Hals sitzt. Der Körperbau ist massiv, das Fundament stark. Der lange Rumpf und die muskulöse Brust sind breit und tief. Die breite, abfallende Kruppe ist aufgrund der ausgeprägten Gesäßmuskulatur deutlich gespalten. Die Hinterbeine sind manchmal kuhhessig oder säbelbeinig gestellt. Das grobe Langhaar ist dicht und gewellt, an Fellfarben kommen Füchse und Braune, aber auch Rappen und Schimmel vor. Das Stockmaß des Litauischen Kaltbluts beträgt 152–162 cm.

## Interieur
Das Litauische Kaltblut hat ein freundliches Gemüt und eine hohe Leistungsbereitschaft. Es eignet sich sehr gut als Zugpferd in der Landwirtschaft und auf der Straße. Im Gegensatz zu anderen schweren Kaltblutrassen zeichnet es sich durch einen sehr beweglichen Gang aus. Es handelt sich außerdem um ein robustes und pflegeleichtes Pferd, das ein hohes Lebensalter erreicht und sehr fruchtbar ist.

## Zuchtgeschichte
Die ursprüngliche Landrasse Litauens ist der Žemaitukas (das Zhmud-Pferd). Er steht im Kleppertyp, einer Form des Hauspferds, die im gesamten Ostseeraum beheimatet war. Die Zucht des Litauischen Kaltbluts auf Grundlage dieses Pferds begann, als in der zweiten Hälfte des 19. Jahrhunderts durch die Einführung schwerer Landmaschinen der Bedarf an größeren und stärkeren Arbeitspferden stieg. Zunächst hatte man das Ziel, alleine aus dem heimischen Zhmud-Pferd ein kräftigeres Pferd herauszuzüchten, was sich jedoch bald als zu langwierige Aufgabe herausstellte. So wurde die Kreuzung von Zhmud-Stuten mit Hengsten westeuropäischer Zuchtrassen begonnen, mit englischen Vollblütern und Arabern, sowie Ardennern und Brabantern. 1923 bis 1927 wurden außerdem 157 Hengste und 388 Stuten der Rasse Schweden-Ardenner eingeführt. 1931 bis 1937 wurden noch einmal 18 Schweden-Ardenner und acht Brabanter importiert. Die Kreuzung mit den schwedischen Pferden stellte sich als ausschlaggebend für die heutige Form des Litauischen Kaltbluts heraus. Sehr schnell wurden hier die erwünschten Zuchtprodukte erreicht, bis zu 27.000 Pferde wurden pro Jahr ins Ausland exportiert.
Ab 1951 – während der sowjetischen Herrschaft – wurde eine Prüfung für die angehenden Beschäler verpflichtend, so dass nun die Arbeitsleistungen systematisch geprüft werden konnten. Daneben wurde der Zucht mit Hengstlinien mehr Bedeutung zugemessen. 1963 wurde die Rasse in Litauen als eigenständig anerkannt.
In der Sowjetunion wurde das Litauische Kaltblut mit verschiedenen heimischen Rassen gekreuzt, vor allem die Rasse des Altai konnte sehr positiv beeinflusst werden. Das Litauische Kaltblut wurde vom sowjetischen Landwirtschaftsministerium 1961 als eigene Rasse anerkannt. Auch in Litauen selbst wurde die Rasse mit den Jahren immer beliebter: 1964 gab es 62.000 Litauische Kaltblüter in Litauen.
Wie überall wurde der Bedarf an schweren Pferden in der Landwirtschaft mit der Motorisierung derselben in der zweiten Hälfte des 20. Jahrhunderts kleiner, so dass auch das Litauische Kaltblut immer weniger gebraucht wurde. Das neue Hauptziel der Zucht wurde die Lieferung von Schlachtfohlen.